# You're Gone
You're Gone è un singolo del gruppo musicale britannico Marillion, pubblicato il 19 aprile 2004 come primo estratto dal tredicesimo album in studio Marbles.

## Tracce
Testi di Steve Hogarth, musiche dei Marillion.
CD promozionale (Regno Unito)
1. You're Gone (Single Mix) – 4:05

CD singolo (Regno Unito – parte 1)
1. You're Gone (Single Mix) – 4:05
2. The Damage – 4:37

CD singolo (Regno Unito – parte 2)
1. You're Gone (Single Mix) – 4:05
2. Faith (Live) – 4:00
3. When I Meet God (Spirited Away Remix) – 4:44

DVD (Regno Unito)
1. You're Gone (Single Mix) – 4:05
2. You're Gone (Album Version) – 6:25
3. Quartz (Dreamtime Remix)
4. You're Gone (Video)
5. Band Interviews (Video)

## Formazione
Gruppo
- Steve Hogarth – voce
- Steve Rothery – chitarra
- Pete Trewavas – basso
- Mark Kelly – tastiera
- Ian Mosley – batteria

Produzione
- Dave Meegan – produzione, registrazione, missaggio
- Simon Heymouth – mastering

## Classifiche
| Classifica (2004) | Posizione massima |
| ----------------- | ----------------- |
| Paesi Bassi       | 8                 |
| Regno Unito       | 7                 |